# Bernhard Gruber
Bernhard Gruber (Schwarzach im Pongau, 12 de agosto de 1982) es un deportista austríaco que compite en esquí en la modalidad de combinada nórdica.
Participó en tres Juegos Olímpicos de Invierno, obteniendo en total cuatro medallas: dos en Vancouver 2010, oro en la prueba por equipo (junto con David Kreiner, Felix Gottwald y Mario Stecher) y bronce en el trampolín grande + 10 km individual; bronce en Sochi 2014, en la prueba por equipo (con Lukas Klapfer, Christoph Bieler y Mario Stecher), y bronce en Pyeongchang 2018, en la prueba por equipo (con Wilhelm Denifl, Lukas Klapfer y Mario Seidl).
Ganó nueve medallas en el Campeonato Mundial de Esquí Nórdico entre los años 2011 y 2019.

## Palmarés internacional
| Juegos Olímpicos   | Juegos Olímpicos            | Juegos Olímpicos  | Juegos Olímpicos           |
| Año                | Lugar                       | Medalla           | Prueba                     |
| ------------------ | --------------------------- | ----------------- | -------------------------- |
| 2010               | Vancouver (Canadá)          | Medalla de oro    | TG + 4 × 5 km por equipo   |
| 2010               | Vancouver (Canadá)          | Medalla de bronce | TG + 10 km individual      |
| 2014               | Sochi (Rusia)               | Medalla de bronce | TG + 4 × 5 km por equipo   |
| 2018               | Pyeongchang (Corea del Sur) | Medalla de bronce | TG + 4 × 5 km por equipo   |
| Campeonato Mundial |                             |                   |                            |
| Año                | Lugar                       | Medalla           | Prueba                     |
| 2011               | Oslo (Noruega)              | Medalla de oro    | TN + 4 × 5 km por equipo   |
| 2011               | Oslo (Noruega)              | Medalla de oro    | TG + 4 × 5 km por equipo   |
| 2013               | Val di Fiemme (Italia)      | Medalla de plata  | TG + 10 km individual      |
| 2013               | Val di Fiemme (Italia)      | Medalla de plata  | TG + 2 × 7,5 km por equipo |
| 2015               | Falun (Suecia)              | Medalla de oro    | TG + 10 km individual      |
| 2017               | Lahti (Finlandia)           | Medalla de bronce | TN + 4 × 5 km por equipo   |
| 2019               | Seefeld (Austria)           | Medalla de plata  | TN + 10 km individual      |
| 2019               | Seefeld (Austria)           | Medalla de bronce | TN + 4 × 5 km por equipo   |
| 2019               | Seefeld (Austria)           | Medalla de bronce | TG + 2 × 7,5 km por equipo |